# Marximina Bernardo
Marximina Luzia Bernardo (* 25. Oktober 1979), auch Maximina Bernardo, ist eine ehemalige angolanische Fußballschiedsrichterin.

## Leben
Sie studierte Sport an der Universidade Jean Piaget in Luanda.
2004 wurde sie die erste weibliche Schiedsrichterin in der höchsten angolanischen Fußballliga, dem Girabola.
Von 2002 bis 2018 stand sie auf der Liste der FIFA-Schiedsrichter und leitete internationale Fußballspiele.
Bernardo wurde für zwei Afrika-Cups der Frauen nominiert. Bei der Afrikameisterschaft 2012 in Äquatorialguinea und der Afrikameisterschaft 2014 in Namibia leitete sie jeweils ein Spiel in der Gruppenphase.
2018 wurde sie für drei Jahre vom Spielbetrieb ausgeschlossen, nachdem das Schiedsgericht des angolanischen Fußballverbands Federação Angolana de Futebol (FAF) sie der Bestechung durch den Klub Benfica de Luanda während der Girabola-Saison 2014 für schuldig befand.
Danach wechselte sie aus ihrer Schiedsrichtertätigkeit in die Führung des Hauptstadt-Vereins Kabuscorp FC do Palanca, wo sie Generalsekretärin wurde. Im Zuge einer Reihe Bestechungsskandale, die 2023 den Profi-Fußballbetrieb des Landes erschütterten und zu mahnenden Worten durch Staatspräsident João Lourenço führten, der zu einer Rückkehr zu Vernunft und Regeln im Nationalsport Fußball aufrief, wurde auch Marximina Bernardo in ihrer Vereinsfunktion für sechs Jahre von jeder Betätigung im Sportbetrieb ausgeschlossen, nachdem auch der Vereinspräsident für vier Jahre ausgeschlossen wurde. Grund waren Korruptionsvorwürfe im Zusammenhang mit einem Spiel des Kabuscorp FC, infolgedessen auch der Verein zum Zwangsabstieg in die zweite angolanische Liga verurteilt wurde, mit anderen.